# 兵庫県手延素麺協同組合
兵庫県手延素麺協同組合（ひょうごけんてのべそうめんきょうどうくみあい）は、兵庫県たつの市に本部を置く事業協同組合。
揖保乃糸の生産者で構成され、原材料の仕入れ、および製品の販売を行う。組合員事業所が姫路市、宍粟市、たつの市、揖保郡太子町、佐用郡佐用町に存在し、製麺を担っている。

## 概要
1887年（明治20年）9月9日設立。2019年(令和元年)5月現在、兵庫県西播磨県民局・中播磨県民センター管内に438名の組合員を有する。現在の理事長は井上猛。
兵庫県たつの市の本部敷地内には組合の第2代組長（理事長）澤野利正の銅像がある。

## 支部
- 神岡支部（たつの市）
- 林田支部（姫路市）
- 東觜崎支部（たつの市）
- 一宮支部（宍粟市）
- 新宮支部（たつの市）
- 山崎支部（宍粟市）

## 附属施設

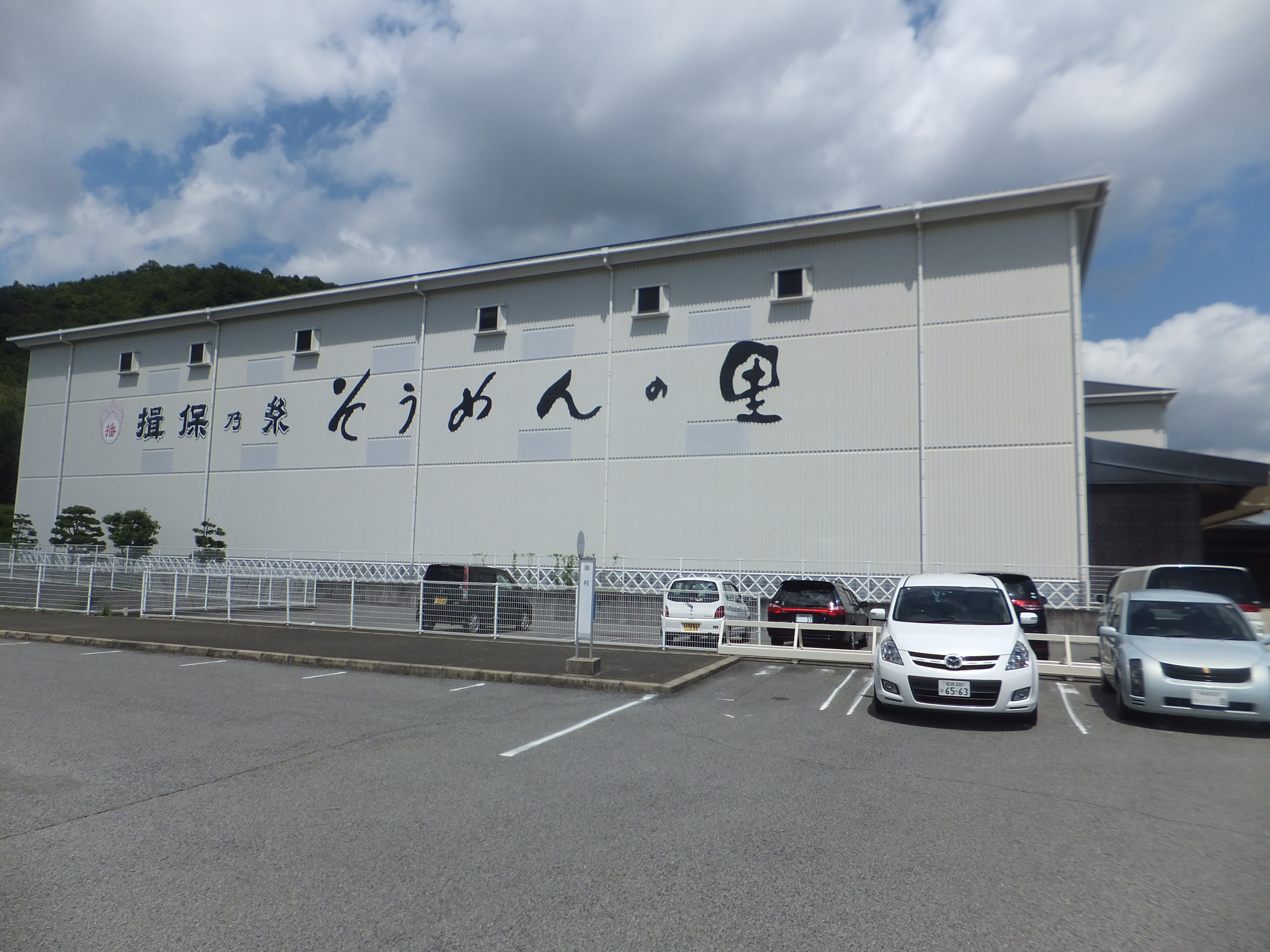
そうめんの里

- 揖保乃糸資料館「そうめんの里」（たつの市）
- 生産研究工場「メンテック林田」（姫路市）